# Пир-Сохава

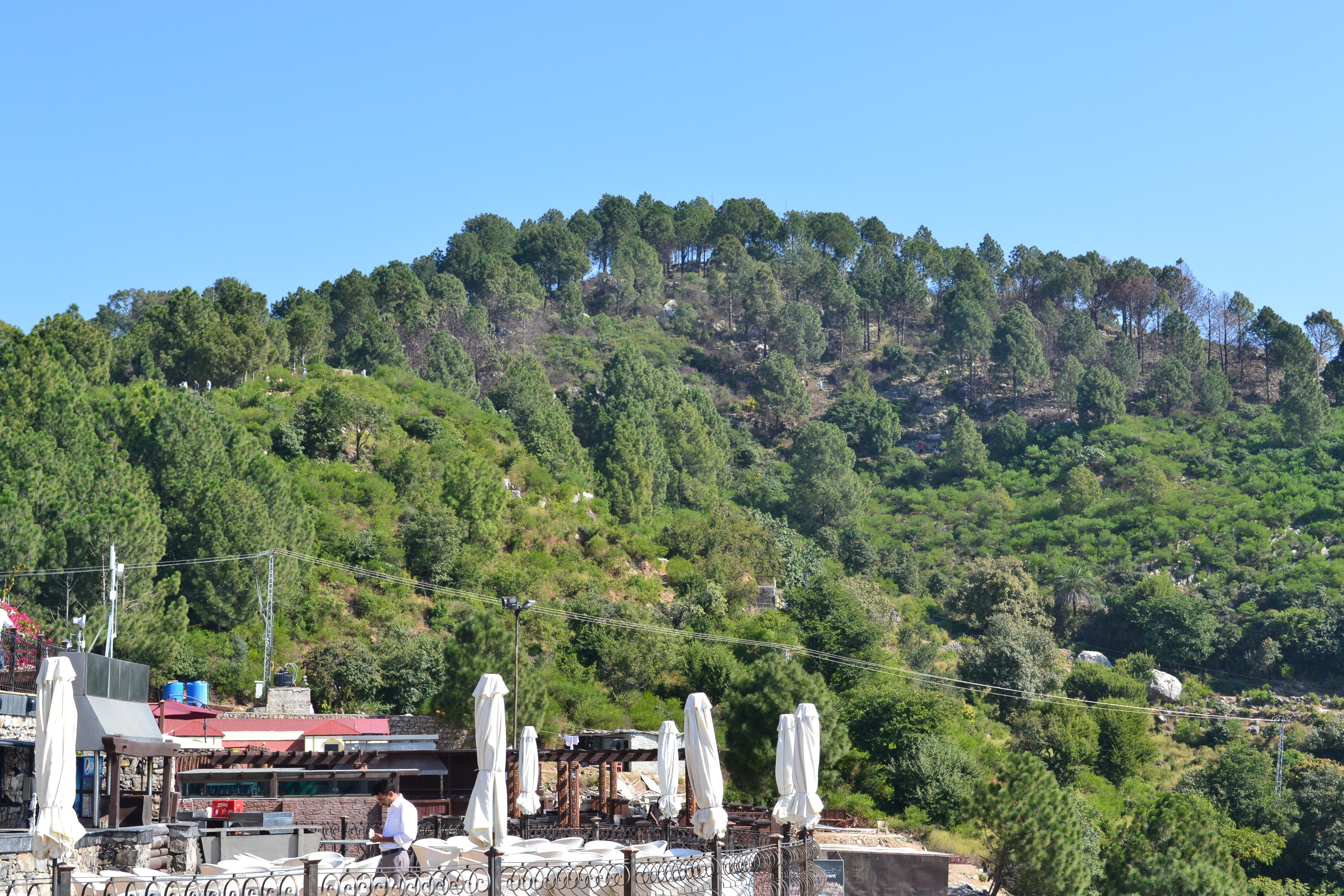
Тилла Грани, 1181 метров в высоту

Пир Сохава — быстро развивающийся туристический курорт, расположенный в 17 километрах от Исламабада на верхушке холмов Маргалла. Он расположен на высоте около 915 метров в местечке Монал, географически являющегося частью округа Харипур.
Пир-Сохава служит популярным местом отдыха как для местных жителей, так и для иностранных туристов. 
6 января 2012 на Пир-Сохаве, спустя почти 6 лет, выпало несколько дюймов снега.
На территории курорта расположены отель и ресторан, с которых открывается вид на Исламабад. К востоку от отеля находится высочайшая точка местности Тилла Грани в 1181 метров, также доступная для пеших прогулок.